# Armand Audaire
Armand Gaston Fernand Audaire (* 28. September 1924 in Saint-Sébastien-sur-Loire; † 20. Dezember 2013 ebenda) war ein französischer Radrennfahrer.

## Sportliche Laufbahn
Audaire war im Straßenradsport aktiv.  Als Amateur gewann er 1945 Angers–Nantes. Von 1946 bis 1959 fuhr er als Berufsfahrer. In seine Profikarriere gewann er 1947, 1949 und 1956 den Circuit de la vallée de la Loire, 1948 und 1957 den Circuit de l’Aulne, 1949 und 1950 den Grand Prix de Plouay und Nantes–Saint-Nazaire–Nantes, 1950 Paris–Bourges, 1951 La Rochelle–Angoulême, 1953 den Boucles de la Seine, 1956 die Tour de Normandie. Zweiter wurde Audaire in der Tour de l’Ouest 1951 hinter Rik Van Steenbergen, in der Tour de la Manche 1951 hinter Louis Déprez sowie in der Tour de Lorraine 1952.
Viermal bestritt Audaire die Tour de France. 1950 und 1951 schied er aus. 1953 wurde er 65. und 1956 76. der Gesamtwertung.